# Hunnia Filmgyár
Hunnia Filmgyár était le studio de film sonore le plus grand et le plus important de Hongrie jusqu’à sa nationalisation en 1948. Son prédécesseur, Corvin Filmgyár, fondé par Alexander Korda, était la plus importante société hongroise de cinéma muet, tandis que son successeur, Mafilm, a été la plus grande société cinématographique hongroise, toujours en activité à ce jour.

## Fondation
Hunnia Filmgyár a été acheté lors d’une vente aux enchères par le Filmipari Alap (Fond pour l'industrie cinématographique), créé par l’État. Le 19 décembre 1928, Hunnia Film Studio est alors fondée à Budapest.
Le Premier ministre, István Bethlen, était déterminé à consolider l’industrie cinématographique hongroise et à restaurer son ancien prestige. Par conséquent, le studio de cinéma était équipée de la technologie allemande la plus moderne. Le studio reconstruit a recommencé à fonctionner le 28 avril 1931. Le lendemain, le tournage du film Kék Bálvány commençait, c'était le premier film sonore hongrois,.

## Âge d’or
Au début des années 1940, la Hongrie était devenue le troisième pays producteur de l’industrie cinématographique européenne,. Cela était principalement dû à son plus grand studio de cinéma. À cette époque, Hunnia était un petit empire. Il avait 7 studios et employait 1 300 personnes en permanence. Depuis sa fondation, quelque 20 millions de mètres de pellicule avaient été tournés et le budget moyen d'un film était de 400 000 pengő.

## Guerre
Dans les derniers mois de la Seconde Guerre mondiale, le régime des Croix-Fléchées, au pouvoir en Hongrie, avait prévu de démanteler le studio et de le déplacer vers l’ouest, mais ce projet ne put aboutir car l’Armée rouge s’est emparée de Budapest. En fin de compte, la Seconde Guerre mondiale n’a pas épargné les studios Hunnia, ils ont tous été bombardés.

## Résurrection
La guerre n’était pas terminée que les dirigeants de Budapest, avec le maire János Csorba à leur tête, avaient déjà commencé à reconstruire le studio principal, qui, une fois de plus, a atteint le sommet de la production cinématographique européenne. Le 2 octobre 1945, la production cinématographique européenne reprend dans le Studio Korda de Hunnia pour la première fois après la Seconde Guerre mondiale.

## Nationalisation
Le 18 août 1948, Hunnia est nationalisée. Dès lors, le studio a continué à fonctionner sous le nom de Mafilm. Des films sont encore réalisés ici à ce jour, là où A. Korda a commencé sa Budapest, la Corvin Film, en 1917,.

## Remarque
Corvin Filmgyár ne doit pas être confondu avec le Studio Hunnia, précédemment cité, qui a fonctionné pendant deux ans à partir de 1911,.

## Filmographie
Les films Hunnia, dans l’ordre chronologique,

### Films produits par Hunnia
1. A kék bálvány (1931, Schiffer Miksával)
2. A vén gazember (1932, magyar-német, UFA-val)
3. Pardon, tévedtem! (1933, magyar-amerikai-német, Deutsche Universal Filmmel)
4. Rád bízom a feleségem (1937, Objectiv Filmmel)
5. Cifra nyomorúság (1938, Budapest Filmmel)
6. 13 kislány mosolyog az égre (1938, Hajdu Filmmel)
7. A varieté csillagai (1938, magyar-német, Pictura Film Kft.-vel és Pictura Film Gmbh-val)
8. 5 óra 40 (1939, Takács Filmmel)
9. Két lány az utcán (1939, Photophon Filmmel)
10. Áll a bál (1939, Hajdú Filmmel)
11. Hat hét boldogság (1939, Takács Filmmel)
12. A nőnek mindig sikerül (1939, Mester Filmmel)
13. Sarajevo (1940, Takács Filmmel)
14. Dankó Pista (1940, Mester Filmmel)
15. Ismeretlen ellenfél (1940, Vörösmarty Filmmel)
16. Igen vagy nem? (1940, Hajdú Filmmel)
17. Lángok (1940, Takács Filmmel)
18. Muzsikáló május (1941, rövid)
19. Bob herceg (1941, Hausz Filmmel)
20. Egy éjszaka Erdélyben (1941, Takács Filmmel)
21. Emberek a havason (1942, Modern Filmmel)
22. Házasság (1942)
23. Negyedíziglen (1942)
24. Pista tekintetes úr (1942, Hajdú Filmmel)
25. Tilos a szerelem (1943)
26. Éjjeli zene (1943)
27. És a vakok látnak... (1943, Hosszú Filmmel)
28. Rákóczi nótája (1943, Hajdú Filmmel)
29. Sári bíró (1943)
30. Nászinduló (1943, Bajusz Péterrel)
31. Madách - Egy ember tragédiája (1944, Fáklya Filmmel)
32. Két vonat között (1944, rövid, Riomfalvy Pállal és Simon Józseffel)
33. A két Bajthay (1944)
34. A tanítónő (1945)

### Films réalisés mais non produits par Hunnia
1. A kék bálvány (1931)
2. Hyppolit, a lakáj (1931)
3. Piri mindent tud (1932)
4. Tokaji rapszódia (1938)
5. Egy lány elindul (1938)
6. Marika (1938)
7. Az elcserélt ember (1938)
8. Az ember néha téved (1938)
9. A falu rossza (1938)
10. Örök titok (1938)
11. Pillanatnyi pénzzavar (1938)
12. Magdát kicsapják (1938)
13. Döntő pillanat (1938)
14. Úri világ (1938)
15. Megvédtem egy asszonyt(1938)
16. Péntek Rézi (1938)
17. Uz Bence (1938)
18. Beszállásolás (1938)
19. Szegény gazdagok (1938)
20. Nincsenek véletlenek (1938)
21. A piros bugyelláris (1938)
22. Azurexpress (1938)
23. A hölgy egy kissé bogaras(1938)
24. Gyimesi vadvirág (1938)
25. Tiszavirág (1938)
26. Vadrózsa (1938)
27. 13 kislány mosolyog az égre (1938)
28. Rozmaring (1938)
29. Süt a nap (1938)
30. A varieté csillagai (1938)
31. Jöjjön elsején! (1940)
32. Akit elkap az ár (1941)
33. Annamária (1942)
34. Mesék a bécsi erdőből (1943, rövid)
35. Afrikai vőlegény (1944)
36. Éji látogatás [filmterv] (1944)
37. Valahol Európában (1947)
38. Ének a búzamezőről (1947)
39. Könnyű múzsa (1947)
40. Mezei próféta (1947)
41. Beszterce ostroma (1948)